# Le Grand Noceur
Pour plus de détails, voir Fiche technique et Distribution.
Le Grand Noceur (El gran calavera) est un film de comédie réalisé par Luis Buñuel en 1949. C'est son deuxième film mexicain, adapté d'une pièce de théâtre et coproduit par Fernando Soler, qui en est aussi l'interprête principal. Le Grand Noceur remporta un grand succès au Mexique et relança la carrière de Bunuel, qui réalisa l'année suivante un film majeur, Los Olvidados

## Synopsis
Le millionnaire Don Ramiro (Fernando Soler) s'est lancé dans une vie de noceur depuis la mort de sa femme. Toutes ses proches profitent de lui : ses employés, ses domestiques, son frère et sa belle-sœur, son fils et sa fille chérie (Rosario Granados), qui est sur le point d'épouser un arriviste. Mais son deuxième frère, Gregorio (Francisco Jambrina) est bien décidé à changer les choses. Il profite d'une attaque de Ramiro pour monter une mise en scène destinée à lui faire croire qu'il a été totalement ruiné. C'est un succès : Ramiro tente de se tuer. Il est sauvé par Pablo, un jeune électricien, et décide de prendre à son tour les choses en main.

## Fiche technique
- Titre original : El gran calavera
- Titre en français : Le Grand Noceur
- Réalisation : Luis Buñuel
- Scénario : Janet et Luis Alcoriza Raquel Rojas, d'après la pièce d'Adolfo Torrado El gran Calavera
- Production : Oscar Dancigers et Fernando Soler pour Ultramar Films
- Photographie : Ezequiel Carrasco
- Montage : Carlos Savage
- Musique : Manuel Esperón
- Durée : 92 min
- Format : 35 mm, noir et blanc
- Date de sortie : 25 novembre 1949, Mexique ; 13 janvier 1966, France

## Distribution
- Fernando Soler : Ramiro de la Mata
- Rosario Granados (es) : Virginia de la Mata, sa fille
- Gustavo Rojo : Eduardo de la Mata, son fils
- Andrés Soler : Ladislao de la Mata, son frère
- Maruja Grifell : Milagros, épouse d'Eduardo
- Francisco Jambrina : Gregorio de la Mata, le troisième frère
- Rubén Rojo (es) : Pablo, l'électricien
- Luis Alcoriza : Alfredo, le fiancé
- Antonio Bravo
- Antonio Monsell
- María Luisa Serrano
- Charito Granados